# 孙承宗
孫承宗（1563年—1638年），字稚繩，號愷陽，直隸保定府安州高陽縣西莊村人，明朝政治、軍事人物，東林黨人，榜眼及第。崇禎年間，官至兵部尚書、中極殿大學士。致仕歸里後清軍攻城時被俘後自縊殉國。諡文忠，清朝改諡忠定，人稱愷陽先生。

## 生平

### 早年生平
孙承宗少時相貌奇伟，“铁面剑眉，鬚髯戟张”。明万历六年（1578年）中秀才，年仅16岁。而后，孙承宗曾先后在大理寺右寺丞姜璧和兵备道房守士等朝廷官员的家中，做家庭教师，并逐渐接触官场。
万历二十一年（1593年），孙承宗到北京，入国子监读书，二十二年（1594年）甲午科順天鄉試第五名舉人（經魁）。二十六年（1598年），因房守士升都察院右副都御史、巡撫大同地方贊理軍務，孙承宗前往大同教授其子弟。大同是当时明朝的边城重镇，孙承宗喜欢跟老将及退役兵卒究问险要边情，史稱“伏剑游塞下，历亭障，穷阨塞”，因而“晓畅边事”。
万历三十二年（1604年）甲辰科第二名進士（榜眼），授翰林院編修，入翰林十年。四十二年（1614年）任左春坊左中允，四十七年（1619年）任左春坊左諭德，兼翰林院侍讀，任司經局洗馬，期間與高攀龍、趙南星、左光斗、馮從吾等東林黨人相交甚善。四十八年（1620年），明神宗駕崩，不料明光宗继位仅一个月亦病逝，而年仅16岁的皇長子來不及冊為太子便倉促繼位，即明熹宗，孫承宗升左庶子，充經筵講官，成為熹宗的老師。熹宗每當聽到孫承宗的講述，都會說「我心中的疑惑解開了」，因此對他寵眷異常，而年近花甲的孙承宗亦借帝师的地位，逐渐地进入了明朝后期政治权力的中心。

### 督師遼東
天啓二年（1622年），孫承宗升禮部右侍郎，當時他雖然擔任館閣文學之臣，但其預料瀋遼局勢十分準確，故而朝中大臣都以他有將略而推崇他。經東林黨人推薦後，熹宗以孫承宗為兵部尚書兼東閣大學士，至遼東勘查。據說與經略王在晉爭執，熹宗將王在晉改任南京兵部尚書，以孫承宗為遼東經略，以為“迩年兵多不练，饷多不核。以将用兵，而以文官招练；以将监阵，而以文官拨发；以武略备边，而日增置文官于幕；以边任经抚，而日问战守于朝。此极弊也。今天下当重将权。择一沉雄有气略者，授之节钺，得自辟置偏裨以下，勿使文吏用小见沾沾陵其上。边疆小胜小败，皆不足问，要使守关无阑入，而徐为恢复计”。
督師遼東任內，孫承宗大膽起用袁崇煥、孫元化、鹿善繼、茅元儀、滿桂等人，修復寧遠等大城九座、堡四十五座、練兵十一萬，拓地四百里、屯田五千頃，所得十八萬兩皆用於補足軍餉，又裁汰冗兵一萬七千四百三十七人，馬騾等五千六百四十九匹，每年節省朝廷軍餉68萬兩；史稱“自承宗出镇，关门息警，中朝宴然，不复以边事为虑矣”。後金當時與察哈爾部交戰，並未進攻明朝。期間，孫承宗仍與東林諸人保持書信的聯絡。
天啓四年（1624年），權宦魏忠賢開始掌權並虐殺東林六君子，孫承宗一度打算借萬壽聖節入京向熹宗進諫，但最終被閹黨挫敗無法成行。天啟五年（1625年），魏忠賢派太监刘应坤到山海关，以帑金十万两犒军，為孙承宗所鄙视，同年八月，发生柳河之役，馬世龍因冒進兵敗，魏忠賢恨孫承宗不附己，借口馬世龍损失马匹六百七十匹、甲胄等军用物资，參劾孫承宗。十五日，熹宗批准孙承宗回籍养病，後以高第代為經略。

### 再度復起
崇禎二年（1629年），清兵第一次入長城，進大安口、遵化。崇禎帝起用孫承宗為少師兼太子太師、兵部尚書、中極殿大學士，駐紮通州負責督理兵馬錢糧。袁崇煥被執下獄後，祖大壽等遼東兵將一萬五千人潰敗，孫承宗派人招撫力保祖大壽，孫承宗為督師，移鎮山海關，修建入海長城之「老龍頭」，且於建後由內閣大學士楊嗣昌題字「寧海城」於「老龍頭」城樓上，遼左得以粗安。
崇禎三年（1630年），孫承宗指揮祖大壽、馬世龍等諸將克復灤州、盧龍、遵化、遷安四城，斬首三千餘級，明人史稱“遵永大捷”。七月，孫承宗以恢復四城功加太傅。十一月，以修成《明神宗實錄》，再加太保，但孫承宗辭卻。崇禎四年（1631年）八月，清軍攻大凌河，祖大壽堅守城池，命宋偉、吳襄救援，二將陣前不和，張春的援軍也被擊潰，祖大壽被逼殺何可綱而降清。孫承宗因此上書請辭，崇禎帝答應並賜予路費和禮遇。此後，孫承宗居家七年，期間曾經捐俸以助軍需，但崇禎帝溫旨不允所請。
崇禎十一年（1638年），清兵第四次入長城，犯保定，攻高陽。孫承宗年已75歲，率領全家子孫拒守，高陽城牆低矮，城破，一家四十餘口皆壯烈戰死。孫承宗被俘，望闕叩頭，自縊而亡。崇禎帝聞訊，追復其故官，給予祭葬。南明弘光帝時，予諡文忠，追贈太師。清朝乾隆四十一年（1776年）予專諡忠定。

## 著作
2014年，经李红权辑录、点校，出版了《孙承宗集》三册，四十二卷，一百五十万余字。主要内容包括《高阳集》、《孙文正公诗稿》、《阅关奏稿》、《督师奏疏》、《启祯臣节录》、《车营叩答合编》。

## 子孫
- 第一子：孫銓（1586年—？），以天啟元年（1621年）選貢任高苑縣知縣[41]，為其父編輯年譜
  - 第一子：孫之淓（1619年—？）[42]
    - 第一子：孫樞（1635年—？）[43]
    - 第二子：孫㭠（1638年—？）[44]
    - 第三子：孫栍[45]
      - 第一子：孫爾焴[45]，字軟存，廩監候選縣丞[46]
      - 第二子：孫爾煟[45]

    - 第四子：孫栯[45]
    - 第五子：孫桄[45]
    - 第六子：孫林[45]
    - 孫：孫爾然，乾隆年間重刻其高祖年譜[47]

  - 第二子：孫之⿱艹𬈶（1624年1月8日—？）[48]，字紫淵，康熙年間歲貢[49]，纂輯康熙高陽縣志，著有慕芝居詩集[50]
    - 第一子：孫柏，字鶴菴[51]，為其曾祖年譜作小紀，《夏峯先生集》孫承宗墓誌銘作「孫相」[45][52]
      - 第一子：孫爾榮[52]，字仁蒼，參與校錄雍正高陽縣志[53]

    - 第二子：孫椿[45]

  - 第三子：孫之渵（1627年10月24日—？）[54]
    - 第一子：孫楷[45]

  - 第四子：孫之𤃂（1638年—？）[44]，字穆衡，康熙年間歲貢[49]
- 第二子：孫鉁（1592年—1638年），萬曆四十年（1612年）舉人[55]
  - 第一子：孫之沆（1609年—1638年），任中書舍人[56]
  - 第二子：孫之滂（1621年—1638年）[57]
  - 第三子：孫之汴（1629年—？）[58]
    - 第一子：孫㭄[45]
    - 第二子：孫朹[45]
- 第三子：孫鈐（1599年—？），先其父而亡[59]
  - 第一子：孫之湜（1614年—1638年）[60]
  - 第二子：孫之澋（1618年—1638年）[42]
  - 第三子：孫之瀗（1619年—1638年），出嗣孫鑰[61]
- 第四子：孫鋡（1603年—1638年），廩生[62]
  - 第一子：孫之（1622年—1638年），任尚寶司丞[63]
  - 第二子：孫之浯（1632年9月21日—？）[64]
- 第五子：孫鑰（1605年—1638年），任尚寶司丞[65]
- 第六子：孫鉓（1614年10月14日—1638年），官生[56]
  - 第一子：孫之澧（1634年—？），高陽城破時躲在草叢中，倖免於難[66]
- 第七子：孫⿰金⿱𠂉卨（1621年—1638年），生員[57]

### 後代
- 孫岳，中華民國將領。
- 孙殿英自称为其后裔。

## 評價
- 朱由检：“汉则孔明，唐则裴度。”“旧辅孙承宗前劳难泯，死义更烈。”
- 夏允彝：“自有辽事，所用人，鲜能有胜任者。当时所望成功，惟熊廷弼、袁崇焕、孙承宗为庶几；而武臣如刘綎、杜松、满桂、祖大寿、吴三桂，其最着也。”（《幸存录》）
- 钱谦益：“惟公之立人本朝，志在于正朝廷，清宫府，杜私门，破朋党。譬诸青天白昼，横目四足，皆仰其清明，而秋霜夏日，善人君子，亦惮其凛烈。小夫壬人，不寒而栗，视以为骨仇血怨，生挤而死排之，固其宜也。”（《初学集·卷四十七下》 ）
- 张廷玉：“承宗以宰相再视师，皆粗有成效矣，奄竖斗筲，后先齮扼，卒屏诸田野，至阖门膏斧鑕，而恤典不加。国是如此，求无危，安可得也。夫攻不足者守有余，度彼之才，恢复固未易言，令专任之，犹足以慎固封守；而廷论纷呶，亟行翦除。盖天眷有德，气运将更，有莫之为而为者夫。”
- 汪荣宝：“明自用兵以来，督师者如熊廷弼、袁崇焕、孙承宗辈，皆以盖世之才，能称其职；而诸将委身许国，效死不屈者亦前后相望。”（《清史讲义选录》）
- 蔡东藩：“熊廷弼、孙承宗二人，为明季良将，令久于其位，何患乎满洲？廷弼可杀，承宗可罢，镇辽无人，满军自乘间而入。明之祸，满洲之福也。虽曰天命，宁非人事？”
- 王世德：「承宗寔有將相才，後以兵部尚書梁廷棟掣肘，不得竟其用。十七，疏求罷，賜金幣馳歸，關寧事大壞，不可為矣。」[67]

## 延伸阅读
[在维基数据编辑]
 在维基文库阅读此作者作品（ 在维基共享资源阅览影像）
 《明史卷二百五十》，出自《明史》